# Taste (chanson de Sabrina Carpenter)
Pour les articles homonymes, voir Taste (homonymie).
Singles de Sabrina Carpenter
Please Please Please
(2024) Bed Chem
(2024)
Taste est une chanson de l'auteure-compositrice-interprète américaine Sabrina Carpenter sortie en tant que single le 23 août 2024 via le label Island Records. C'est le troisième single de l'album Short n' Sweet.

## Classements hebdomadaires
| Classement (2024)                       | Meilleure position |
| --------------------------------------- | ------------------ |
| Allemagne (GfK Entertainment)           | 24                 |
| Australie (ARIA)                        | 1                  |
| Autriche (Ö3 Austria Top 40)            | 14                 |
| Belgique (Flandre Ultratop 50 Singles)  | 4                  |
| Belgique (Wallonie Ultratop 50 Singles) | 14                 |
| Canada (Hot 100)                        | 4                  |
| Danemark (Tracklisten)                  | 11                 |
| Espagne (PROMUSICAE)                    | 38                 |
| États-Unis (Hot 100)                    | 2                  |
| États-Unis (Pop Airplay)                | 1                  |
| Finlande (Suomen virallinen lista)      | 21                 |
| France (SNEP)                           | 58                 |
| Irlande (Irish Singles Chart)           | 1                  |
| Italie (FIMI)                           | 87                 |
| (Billboard Global 200)                  | 2                  |
| Norvège (VG-lista)                      | 2                  |
| Nouvelle-Zélande (RMNZ)                 | 2                  |
| Pays-Bas (Single Top 100)               | 6                  |
| Portugal (AFP)                          | 6                  |
| Royaume-Uni (UK Singles Chart)          | 1                  |
| Suède (Sverigetopplistan)               | 9                  |
| Suisse (Schweizer Hitparade)            | 22                 |